# Grands Magasins Dufayel

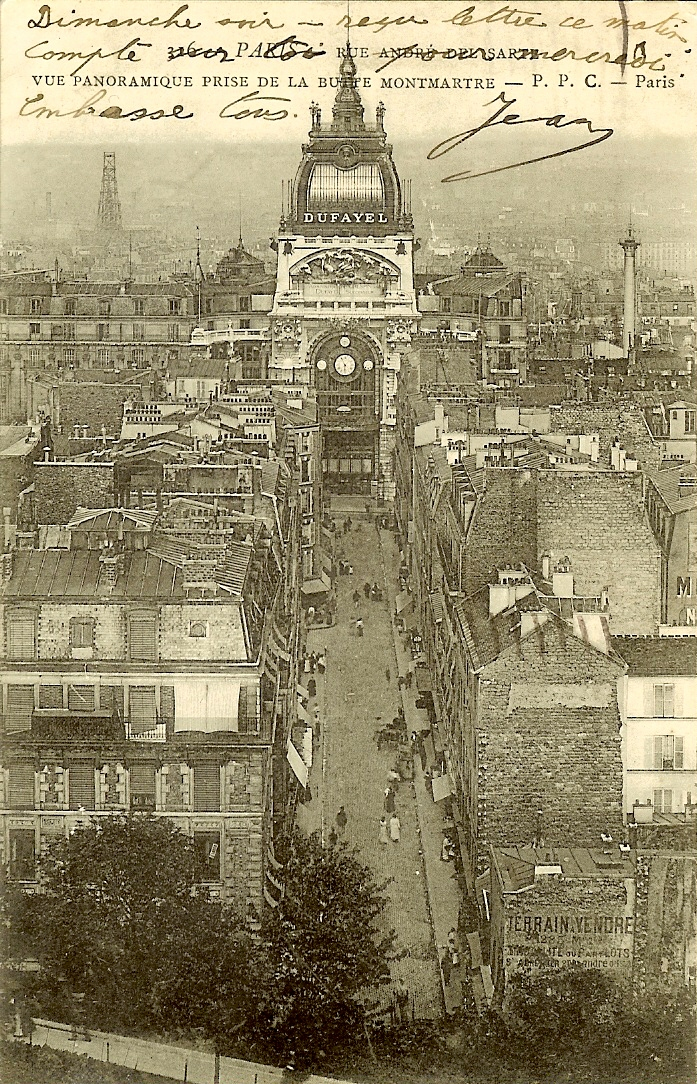
Paris - Grands Magasins Dufayel (1904)

Die Grands Magasins Dufayel waren ein großes Pariser Kaufhaus, das 1856 von Jacques François Crespin gegründet wurde und bis in den 1930er Jahren bestand. Das Gebäude befindet sich in der Rue de Clignancourt Nr. 22–34 im 18. Arrondissement von Paris. Die nächste Metrostation ist Château Rouge der Linie 4. 

## Jacques François Crespin

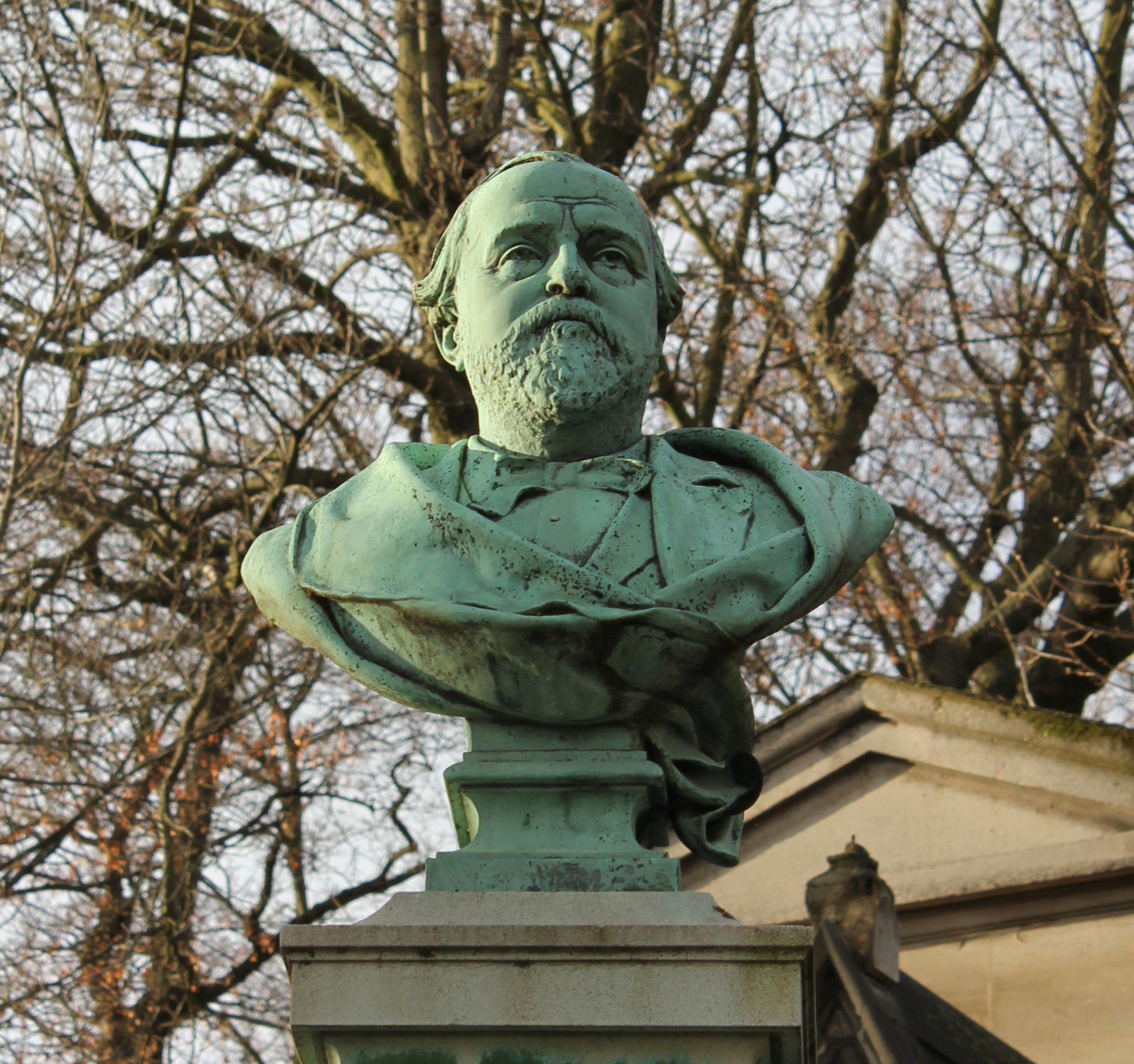
Büste von Jacques François Crespin an seinem Grab auf dem Friedhof Père-Lachaise in Paris, von dem Bildhauer Étienne Leroux

Jacques François Crespin (1824–1888) entstammte einer Bauernfamilie aus Vidouville im Département Manche. Bei seiner Heirat im Jahr 1857 mit Pétronille Victorine Hannus nannte er als seinen Beruf Versilberer. Beide gründeten 1856 ein Unternehmen, das Waren aller Art, vor allem Einrichtungsgegenstände, Bettwaren, Kleidung und Schmuck auf Kredit verkaufte und Anzahlungen auf zukünftige Käufe entgegennahm.
Zwischen 1869 und 1887 kauften Crespin und seine Frau zahlreiche Gebäude zwischen dem Boulevard Barbès (früher Boulevard Ornano), der Rue Christiani, der Rue de Clignancourt und der Rue de Sofia (früher Rue de la Nation). Sie erwarben ein Gelände von über 10000 Quadratmetern, auf dem sie ein Warenhaus errichteten. 1872 und 1874 waren die ersten Gebäude fertiggestellt, die zwei Jahre später erweitert wurden. Der gesamte Gebäudekomplex bildete ein geschlossenes Rechteck, dessen obere Stockwerke vermietet wurden. Erdgeschoss und Zwischengeschoss waren dem Kaufhaus vorbehalten. Im Innenhof befanden sich langgezogene Hallen mit Glasdächern, die auf Eisenträgern auflagen und in denen Möbel ausgestellt wurden. In einer Halle waren eine Voliere und ein Aquarium untergebracht. Die Gebäude an der Rue de la Nation wurden 1883 teilweise abgerissen und es wurden Pferdeställe und Remisen für Kutschen gebaut. Die Bauarbeiten leiteten die Architekten Alfred Le Bègue (1808–1881) und sein Sohn Stéphan (1844–1934). Der Bildhauer Étienne Leroux schuf den Dekor mit Karyatiden und Atlanten, mit denen der Verkaufsraum ausgestattet war.
Crespin meldete mehrere Patente an für seine Erfindungen (Plissiermaschinen, Geräte zum Erhitzen von Bügeleisen u. a.). Im Lauf der Zeit erwarb er 50 Immobilien in Paris. Er besaß ein Landhaus in Nogent-sur-Marne und ein Schloss in Pontault-Combault.
Um Kunden zu gewinnen und zu binden, erhielten sie als Geschenk einen Reiseführer Paris (Guide Conty). Crespin führte die Bons Crespins ein, Gutscheine, die in 300 Geschäften eingelöst werden konnten.

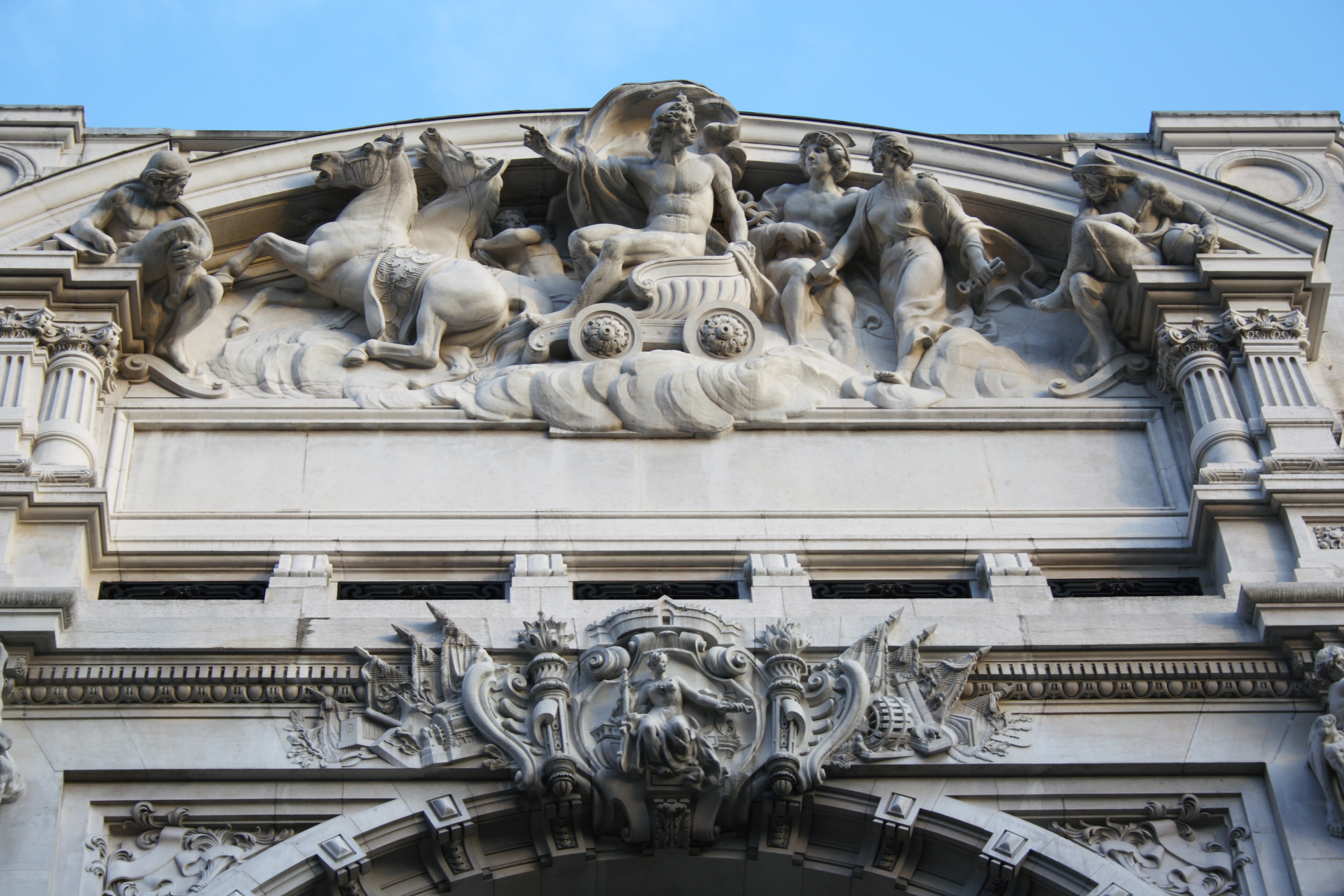
Relief über dem Eingang an der Rue de Clignancourt

## Georges Dufayel
Nach dem Tod von Jacques François Crespin führte Georges Dufayel (1855–1916), der 1871 in das Unternehmen eingetreten war, die Grands Magasins Crespin-Dufayel weiter. 1892 waren die noch unter Jacques François Crespin begonnenen Bauten abgeschlossen. Die Halle des Innenhofes, an die sich zwei seitliche Hallen anschlossen, war knapp 58 Meter lang, 13,60 Meter hoch und 14 Meter breit. Alle waren mit Glasdächern gedeckt. Die Räume wurden mit der damals neuartigen Calorifère-Heizung beheizt und mit 2900 Glühlampen und 140 Bogenlampen beleuchtet, für die in einem Nebengebäude der Strom erzeugt wurde.
Ab 1892 entstanden unter dem Architekten Gustave Rives (1858–1926) weitere Bauten. Er schuf den Haupteingang an der Rue de Clignancourt, der von einem Giebel mit einem Relief von Jules Dalou   (der Fortschritt führt den Handel und die Industrie unter dem wachenden Auge der Wissenschaft und der Kunst) bekrönt wird. Die ursprüngliche Kuppel mit einem Leuchtturm über dem Eingang ist nicht mehr erhalten. Für die Innenausstattung, die Gemälde, Skulpturen und Keramikverkleidungen wurden Künstler beauftragt, die damals in Mode waren wie Luc-Olivier Merson und François Lafon. 
In der Möbelabteilung wurden vollständige Einrichtungen sämtlicher Epochen, von der Gotik bis zum zeitgenössischen Stil, präsentiert und berühmte Räume nachgebildet wie das Schlafzimmer von Ludwig XIV. Das Kaufhaus besaß einen Festsaal mit einer Decke, deren gesamte Fläche von 500 Quadratmetern mit einer kunstvollen Verglasung versehen war. In einem Palmengarten spielte ein Orchester, es fanden Filmvorführungen statt und es gab ein Theater mit 350 Plätzen. Zwei Eisenbahntunnels verbanden die Gebäude mit einem Bahnhof, der sich in einem Anbau befand. In Nebengebäuden waren die Pferdeställe und Remisen für die Kutschen untergebracht, mit denen die Waren ausgeliefert wurden.
1912 hatten die Grands Magasins Crespin-Dufayel über 15000 Mitarbeiter und galten als eines der bedeutendsten Kaufhäuser der Welt. In den 1930er Jahren wurde das Palais de la Nouveauté, wie das Kaufhaus später bezeichnet wurde, geschlossen. 

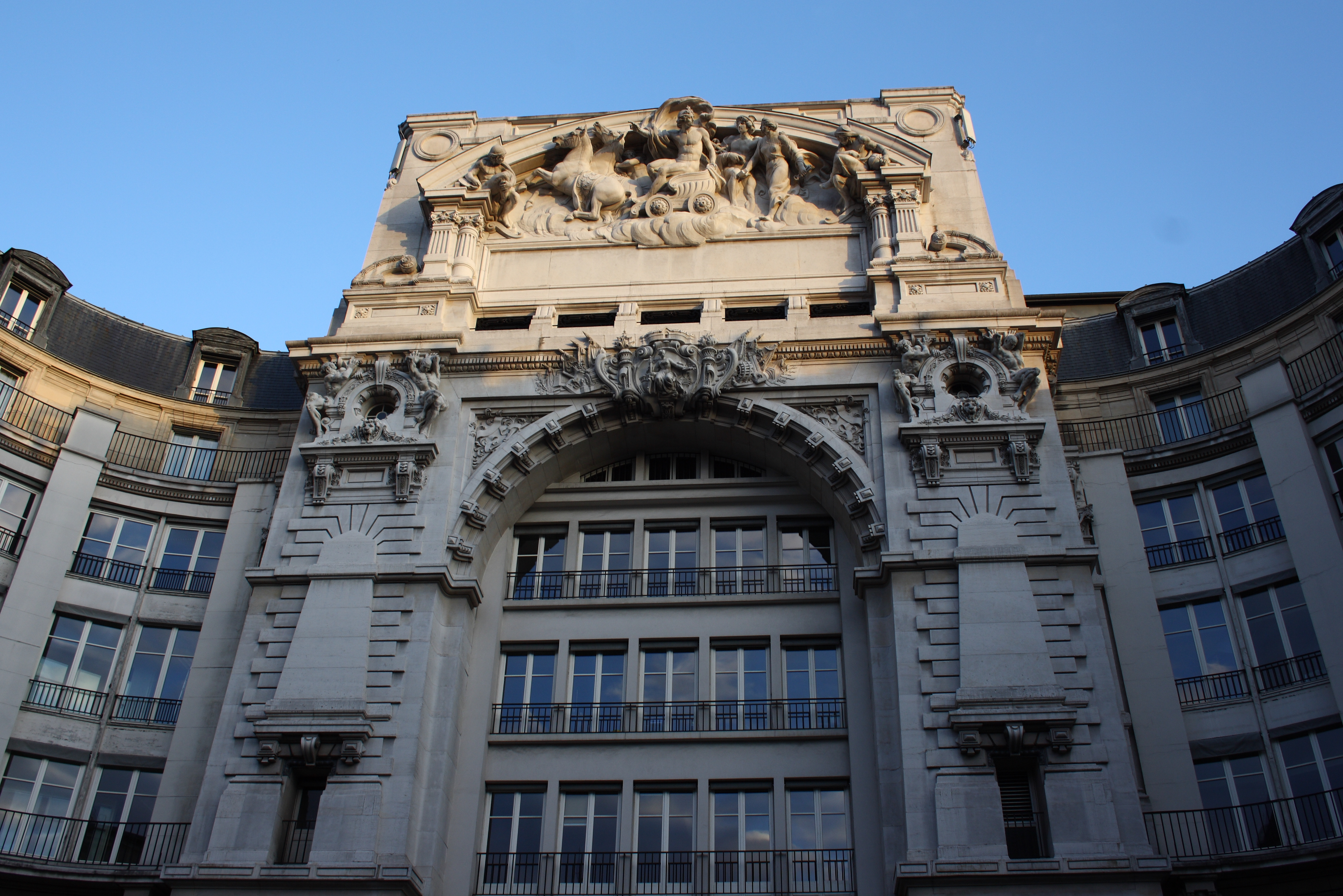
Ehemaliges Kaufhaus Grands Magasins Dufayel, Fassade an der Rue de Clignancourt

## Heutige Nutzung
Nach dem Zweiten Weltkrieg richtete die BNP in dem ehemaligen Kaufhaus ihre Zentralverwaltung ein und beschäftigte dort 6000 Mitarbeiter. 1990 arbeiteten dort nur noch 1000 Angestellte der BNP. In den folgenden Jahren wurde das Gebäude umgebaut und 280 Wohnungen eingerichtet. In einem Teil des Gebäudes sind Büros untergebracht. Nur die Fassaden wurden erhalten.